# Ирума
Ирума е град в префектура Сайтама, Япония. Населението му е 147 274 жители (по приблизителна оценка от октомври 2018 г.), а площта e 44,74 кв. км. Намира се в часова зона UTC+9. Основан е през 1966 г. Разполага с военновъздушна база.